# Star City (Vergnügungspark)
Koordinaten: 14° 33′ 24″ N, 120° 59′ 6″ O
Star City ist ein Freizeitpark in Pasay City auf den Philippinen. Er wird von der Star Parks Corporation betrieben, einer Tochtergesellschaft der Elizalde Holdings Corporation. Erstmals eröffnet wurde der Park 1991 und war zunächst regelmäßig in Betrieb bis Oktober 2019. Nach einem Großbrand erfolgte die Wiedereröffnung Anfang 2022.

## Geschichte
Die Ursprünge des Parks gehen auf ein Volksfest zurück, welches am selben Ort regelmäßig als Teil der Toy and Gift Fair (Spielzeug- und Geschenkeausstellung) stattfand. Dabei handelte es sich um eine jährliche Weihnachtsausstellung der Philippine International Corporation (Philcite), einem zum Konglomerat der Elizalde Familie gehörenden Unternehmen. Mit der Eröffnung der Star City im Jahr 1991 entstand daraus ein stationärer Freizeitpark, welcher fortan ganzjährig geöffnet war, über die Jahre mit weiteren Attraktionen ergänzt wurde und sich zu einem beliebten Besuchermagneten im Raum Metro Manila entwickelte. Im Jahr 2019 verfügte der Park über mehr als 30 Fahrgeschäfte und Attraktionen. Am 2. Oktober 2019 jedoch kam es in der Star City zu einem Großbrand, bei dem etwa 80 Prozent des Hauptgebäudes stark beschädigt wurden und in dessen Folge der Park zunächst komplett geschlossen wurde. Nach anfänglichen Gerüchten über Brandstiftung wegen sichergestellter Benzinrückstände, die wohl jedoch von den Antrieben einzelner Fahrgeschäfte herrührten, wurde im Dezember 2019 ein elektrischer Kurzschluss im abschließenden Bericht der Ermittlungsbehörden als Brandursache festgestellt.

## Heute
Nach umfänglichen Renovierungsarbeiten war zunächst der 14. Januar 2022 als Tag der Wiedereröffnung angekündigt. Dieser Termin verzögerte sich jedoch wegen der Anfang 2022 gestiegenen COVID-19-Fallzahlen auf den am 24. Februar 2022. Der Park verfügt seit der Wiedereröffnung über 26 Fahrgeschäfte, welche sich teils im überdachten Innenbereich und teilweise im Außenbereich befinden, sowie den Themenbereich Snow World (Schneewelt). Der Preis für das Eintrittsticket, dem sogenannten Star Pass, umfasst den Zutritt zum Park sowie eine unbegrenzte Zahl von Fahrten aller Fahrgeschäfte. Ausgenommen ist lediglich der Themenbereich Snow World, hierfür muss ein Zusatz-Ticket erworben werden. Bei der Snow World handelt es sich um einen abgetrennten Bereich, der mit industriellen Kältemaschinen auf Minusgrade heruntergekühlt ist, so dass Besucher das Phänomen Winter erleben können, was im tropischen Klima der Philippinen durchaus eine Attraktion darstellt. Neben winterlicher Dekorationen, die an einen verschneiten Wald erinnern, findet sich in der Snow World eine Eisrutsche aus blankem Eis und es rieselt aus einer Schneemaschine etwas Schnee von der Decke.
Der Park ist ganzjährig geöffnet, jedoch nicht an allen Wochentagen, sondern jeweils nur donnerstags bis sonntags. Star City liegt am belebten Roxas Boulevard und innerhalb des Komplexes des Kulturzentrums der Philippinen, welches auf einem durch Aufschüttungen in den 1960er Jahren aus der Manilabucht neu gewonnenen Areal liegt. Von weitem sichtbar ist das 62,5 m hohe Riesenrad des Parks, welches nach Angaben des Betreibers zum Zeitpunkt der Errichtung im Jahr 2012 das damals höchste Riesenrad der Philippinen war.

## Vorfälle
Seit Bestehen des Parks kam es zu mehreren Vorfällen, teils mit Todesfolge. 
- am 9. September 2006 starb ein 13-jähriges Mädchen, nachdem sie während der Fahrt aus der Wildwasserbahn Wild River (jetzt Jungle Splash) gestürzt war.[9]
- am 6. Februar 2009 kam ein 37-jähriger Mann bei einem Sturz aus über 10 Metern Höhe aus der Achterbahn Star Flyer zu Tode.[10]
- am 7. Februar 2018 blieb ein Zug der Achterbahn Star Flyer mit 10 Fahrgästen an Bord nach einem elektrischen Defekt auf der Strecke für etwa 15 Minuten stecken. Zu Schaden kam hierbei niemand.[11]
- am 8. Juli 2018 starb ein 27-jähriger Mann nach einem Sturz aus dem Riesenrad Giant Star Wheel. Ein Unfall wurde nach Untersuchungen ausgeschlossen, es wurde von einem Suizid ausgegangen.[12]
- am 2. Oktober 2019 kam es nach einem elektrischen Kurzschluss zu einem Großbrand[13], in dessen Folge der Park stark beschädigt war und für über zwei Jahre geschlossen blieb. Zu Schaden kam bei dem Feuer niemand.